# مایکل دلورا
مایکل دلورا (انگلیسی: Michael Delura؛ زادهٔ ۱ ژوئیهٔ ۱۹۸۵) بازیکن فوتبال اهل لهستان است که در پست هافبک بازی می‌کرد.
از باشگاه‌هایی که در آن بازی کرده‌است می‌توان به باشگاه فوتبال هانوفر ۹۶، باشگاه فوتبال شالکه ۰۴، باشگاه فوتبال بوخوم، باشگاه فوتبال آرمینیا بیله‌فلد، باشگاه فوتبال پانیونیوس، و باشگاه فوتبال بروسیا مونشن‌گلادباخ اشاره کرد.
وی همچنین در تیم‌های ملی فوتبال جوانان آلمان، و جوانان آلمان، و جوانان آلمان، بازی کرده‌است.